# Kuchynská hornatina
Kuchynská hornatina  je geomorfologickou částí Pezinských Karpat, podcelku Malých Karpat.  Leží v západní polovině podcelku, v okolí Perneka a Kuchyne . 

## Polohopis
Hornatina se nachází ve střední části Malých Karpat a zabírá západní okraj podcelku Pezinské Karpaty. Tvoří ji hornaté území, které dosahuje na Čertovom kopci výšku (752 m n. m.) Rozkládá se od Perneka na jihu, po obec Kuchyňa na severu. Severním směrem leží Biele hory, východně a jižně navazují Homoľské Karpaty, obě geomorfologické části Pezinských Karpat. Západní okraj vymezuje Podmalokarpatská sníženina, geomorfologický podcelek Borské nížiny. 
Západní část Pezinská Karpat odvádí vodu do Borské nížiny, která patří do povodí Moravy. Převážnou část Kuchynské hornatiny odvodňují přítoky říčky Malina, z nich nejvýznamnější jsou Pernecký potok, Kostolný potok, Furtský jarok a Javorinka. Východní část hornatiny odvodňují přítoky Blatiny, která patří do povodí Malého Dunaje. Obcemi na západním okraji území prochází silnice II / 501 (Lozorno - Plavecký Mikuláš - Jablonica ), jižní částí vede silnice II / 503 ( Malacky - Pernek - Pezinská Baba ). 

## Chráněná území
Celá tato část Malých Karpat je součástí Chráněné krajinné oblasti Malé Karpaty. Zvláště chráněné oblasti se zde nevyskytují žádné. 

## Turismus
Mimo výrazných vrchů je turisticky nejatraktivnější částí této oblasti horské sedlo Pezinská Baba se stejnojmenným lyžařským střediskem. Významný horský přechod Malých Karpat je však díky dostupnosti vyhledávaný turisty celoročně. Disponuje ubytovacími kapacitami a sedlem vedou značené turistické stezky. Frekventovaná je zejména  červeně značená Štefánikova magistrála. V blízkosti obce Kuchyňa je v okolí vodní nádrže vybudován "Camping Park Karpaty", v blízkosti Perneak se nachází chatová oblast.

### Vybrané vrcholy
- Čertov kopec (752 m n. m.)
- Čmeľok (709 m n. m.)
- Skalnatá (704 m n. m.)
- Javorina (703 m n. m. [3]

### Značené stezky
- po  červeně značené Štefánikově magistrále, vedoucí od mohyly na bradlech přes sedlo Pezinská Baba k hradu Devín
- po  modře značené trase z Perneka přes sedlo Pezinská Baba do Pezinku
- po  zeleně značené trase z Kuchyne přes rozc. Čermák pod Velkou homoli (709 m n. m.)
- po  žlutě značené trase z Perneka přes Sedlo pod Javorinou do lokality Rybníček [3]